# Waggrakine
Waggrakine är en del av en befolkad plats i Australien. Den ligger i regionen Geraldton-Greenough och delstaten Western Australia, omkring 380 kilometer norr om delstatshuvudstaden Perth. Antalet invånare är 2 465.
Närmaste större samhälle är Geraldton, nära Waggrakine. 
Runt Waggrakine är det ganska tätbefolkat, med 230 invånare per kvadratkilometer. Stäppklimat råder i trakten. Genomsnittlig årsnederbörd är 360 millimeter. Den regnigaste månaden är juni, med i genomsnitt 65 mm nederbörd, och den torraste är februari, med 3 mm nederbörd.